# Osfael ap Cunedda
Osfael ou Osmail ap Cunedda (Ve siècle) est l'un des fils de Cunedda et le fondateur éponyme du royaume d'Osmaeliog

## Contexte
Osmail apparaît en deuxième position dans la liste des neuf fils de Cunedda incluse dans le manuscrit de l'Harleian genealogies:
[H]ec sunt nomina filiorum Cuneda quorum numerus erat ix: Typipaun primogenitus qui mortuus in regione que uocatur Manau Guodotin et non uenit huc cum patre suo et cum fratribus suis pre[dictis]. Meriaun filius eius diuisit possessiones inter fratres suos: ii Osmail, iii Rumaun, iiii Dunaut, v Ceretic, vi Abloyc, vii Enniaun girt, viii Docmail, ix Etern. 
Dans la seconde Vita de Saint Carannog il est nommé Osfael et Oswael de Maes Osswyliawn dans une version développée. Le même lieu apparaît sous le nom de « Maes Osmeliaun » dans les Annales Cambriae vers 902, et il désigne Llan-faes près de  Beaumaris en Anglesey Le nom de son royaume, qui comprenaient apparemment la partie est d'Anglesey, devait être  Osfeilion ou Ysweilion en gallois. Ce qui implique que la forme moderne du nom Osmail est Osfael ou Yswael.  Il semble que seule la petite fraction d'Anglesey représentée par Ysfeilion qui a été conquise par Cunedda et ses fils a constitué le lot d'Ysfael. Le reste d'Anglesey ne sera conquis que par son neveu Cadwallon Lawhir ap Einion.

## Source
- (en) Peter Bartrum, A Welsh classical dictionary: people in history and legend up to about A.D. 1000, Aberystwyth, National Library of Wales, 1993 (ISBN 9780907158738), YSFAEL ap CUNEDDA. (410)